# هنر پارینه‌سنگی میانه

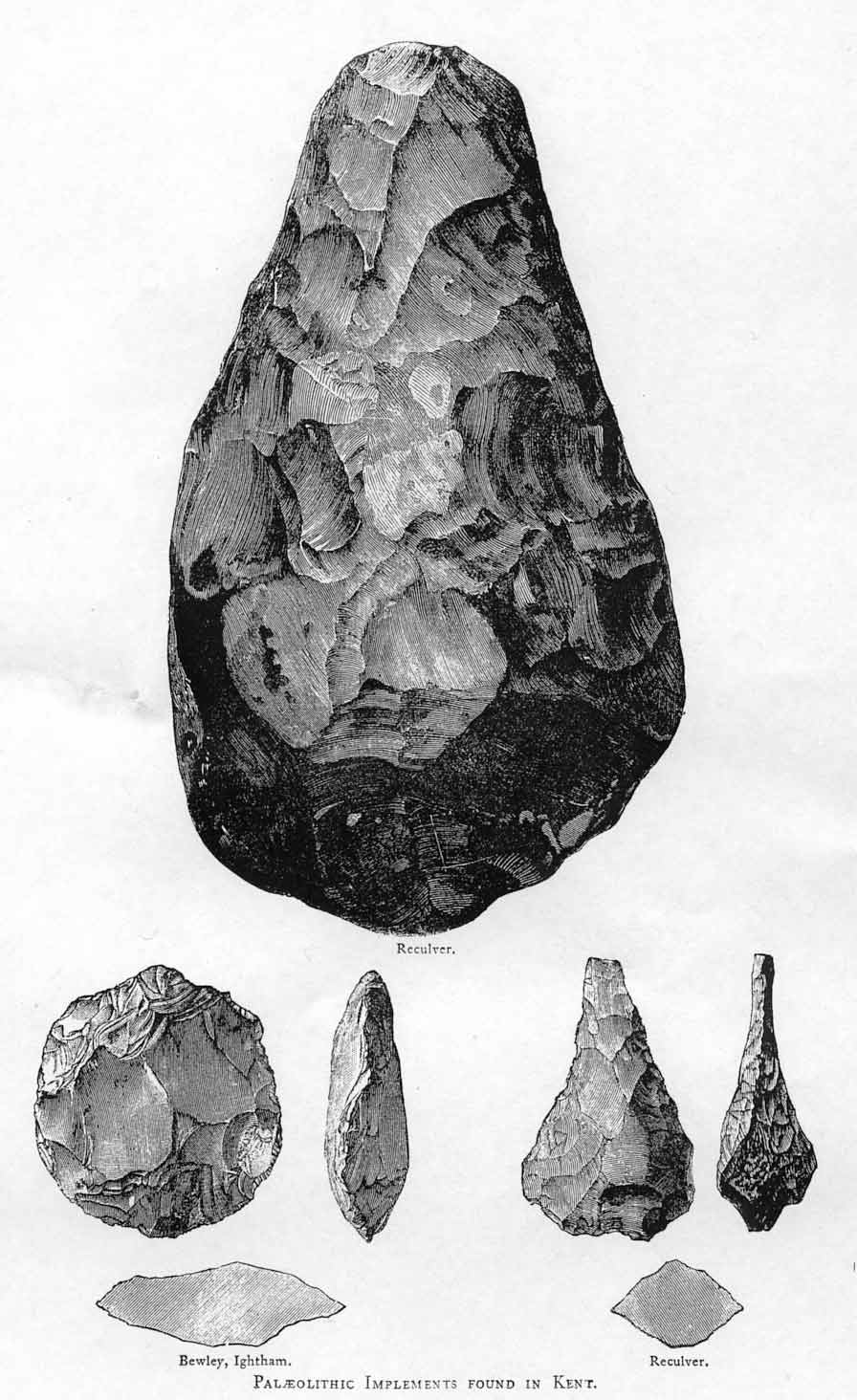
تبرهای دستی آشولی از کنت. انواع نشان‌داده‌شده (در جهت عقربه‌های ساعت از بالا) قلبی، فیکرون و بیضی هستند. مسلماً نوعی هنر اولیه است.

قدیمی‌ترین نمونه‌های مسلم هنر فیگوراتیو از اروپا و از سولاوسی اندونزی شناخته شده‌اند و قدمت آن‌ها به حدود ۵۰۰۰۰ سال پیش می‌رسد (هنر پارینه‌سنگی زبرین). ظهور هنر فیگوراتیو همراه با دین و دیگر جهان فرهنگی جوامع بشری معاصر، یکی از ویژگی‌های ضروری مدرنیته کامل رفتاری است.
با این حال، نمونه‌هایی از طرح‌های غیرتجسمی وجود دارد که تا حدودی به دوران پارینه‌سنگی زبرین که حدود ۷۰۰۰۰ سال پیش آغاز شده‌اند، مربوط می‌شوند (MIS 4). این نقاشی‌ها شامل نخستین نقاشی‌های غار ایبری، از جمله شابلون دستی در غار مالتراویسو، طرح ساده خطی، و رنگ قرمز به کار رفته در غارهای سنگی، مربوط به حداقل ۶۴۰۰۰ سال پیش و به همین ترتیب مربوط به نئاندرتال‌ها است. نشانه‌های روی دیواره‌های غاری در لاروش-کوتارد در دره لوآر به عنوان قدیمی‌ترین حکاکی‌های نئاندرتال شناخته شده‌اند و قدمت آن به بیش از ۵۷۰۰۰ سال پیش می‌رسد. به طور مشابه، غار بلومبوس آفریقای جنوبی تعدادی سنگ با نقش‌های شبکه‌ای حکاکی‌شده یا دریچه‌ای متقاطع به دست آورد که مربوط به حدود ۷۳۰۰۰ سال پیش است، اما آنها را به انسان خردمند نسبت می‌دهند.

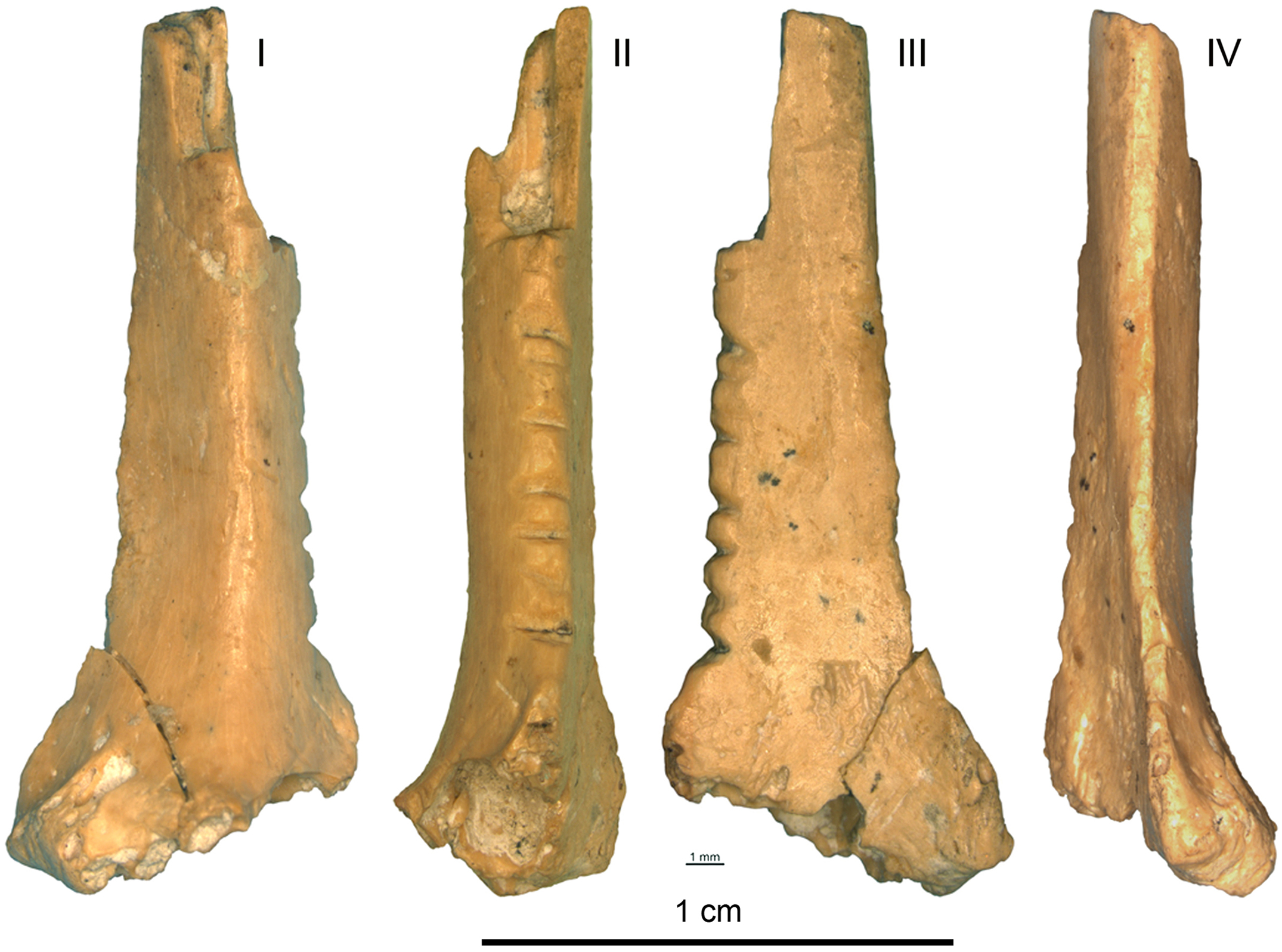
اثر هنری پیشنهادی نئاندرتال با نمادگرایی: استخوان غراب تزئین‌شده با بریدگی از سایت نئاندرتال Zaskalnaya VI (Kolosovskaya), کریمه، صنعت Micoquian با قدمت بین ۴۳۰۰۰ و ۳۸۰۰۰ سال پیش

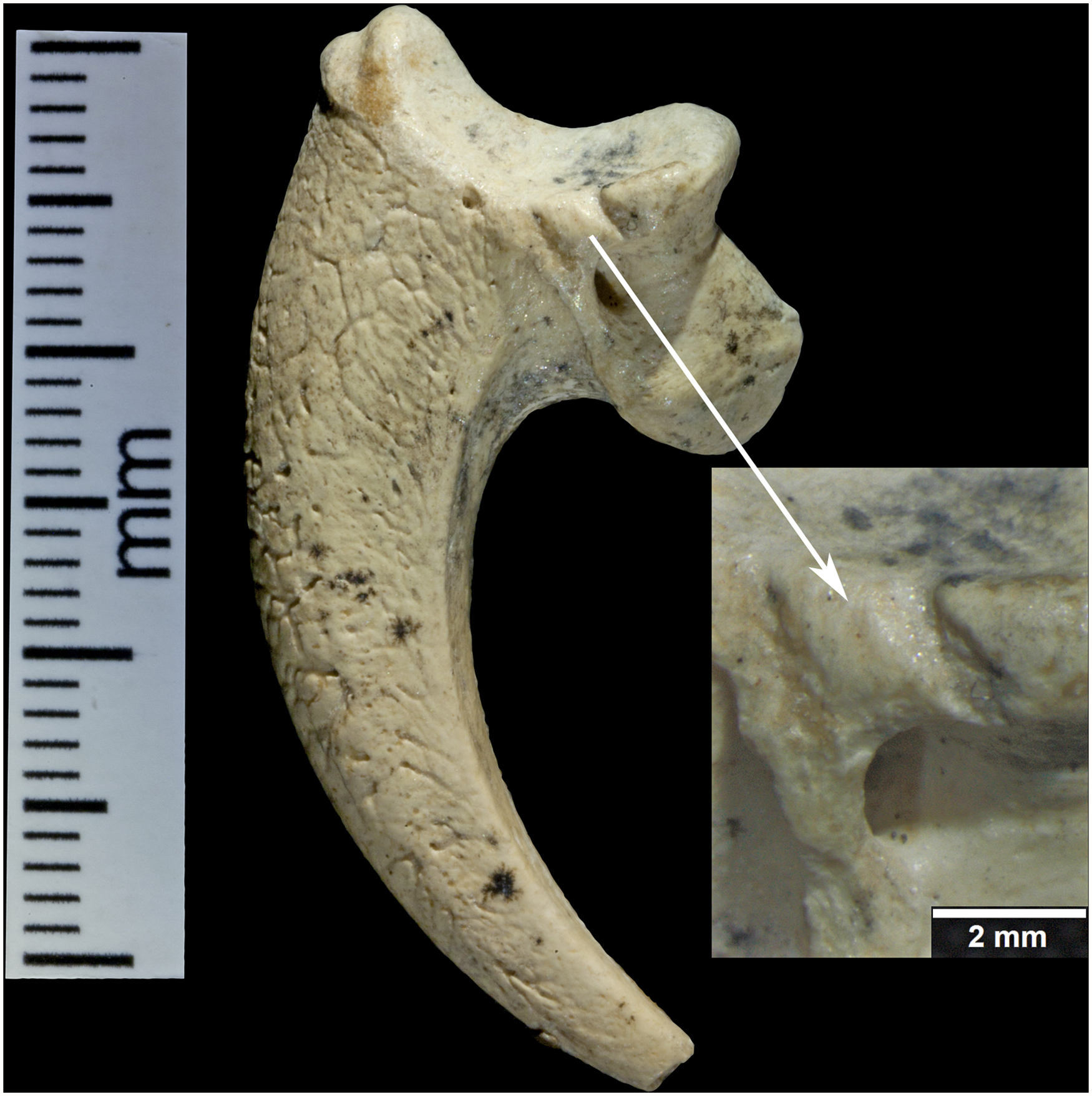
جواهرات پیشنهادی نئاندرتال: پنجه عقاب دم‌سفید با خطوط خطی در سایت نئاندرتال کراپینا، کرواسی، حدود ۱۳۰۰۰۰ پ